# Emil Angelescu
Emil Angelescu a fost un bober român, care a concurat în cadrul competițiilor de bob din anii '30 ai secolului al XX-lea.
A câștigat medalia de argint în proba de bob - 4 la Campionatul Mondial de bob de la Garmisch-Partenkirchen (1934). 
La Jocurile Olimpice de la Garmisch-Partenkirchen (1936), a făcut parte din echipa România I de bob-4, dar aceasta nu a mai concurat.